# Almásy Ernő
Zsadányi és törökszentmiklósi gróf Almásy Ernő Bódog (Zsadány, 1818. január 16. – Zsadány, 1849. május 22.) magyar honvédőrnagy.

## Élete
Középbirtokos főnemesi családból származott; szülei Almásy Kristóf és hallerkői gróf Haller Róza. Három testvére volt: Móric, Albert és Izabella. Jogot végzett, majd katonai pályán a 12. huszárezrednél főhadnagyi rangban teljesített szolgálatot 1836–1844 között, 1844-ben kilépett, ettől kezdve gazdálkodással foglalkozott. Ez évben vette feleségül Ebenberger Matildot, akitől két gyermeke – Kristóf és Tasziló – született. 1848 júliusában csatlakozott az 1848–49-es forradalom és szabadságharchoz, nemzetőr őrnagy Heves vármegyében. 1848 szeptemberétől az első Pest megyei önkéntes nemzetőr-zászlóalj parancsnoka a feldunai hadtestnél. 1848. novembertől honvédőrnagy, osztályparancsnok a 12. huszárezredben. 1848. december végétől ugyanebben a beosztásban a Heves megyei lovas nemzetőrségnél teljesített szolgálatot. Korai halálát kolera okozta.